# José Luiz de Oliveira
José Luiz de Oliveira, conegut com a Zé Luiz, (16 de novembre de 1904 - ?) fou un futbolista brasiler.

## Selecció del Brasil
Va formar part de l'equip brasiler a la Copa del Món de 1930.

## Palmarès
- Campionat carioca (1):

São Cristóvão: 1926